# Rőt vérszopó denevér
A rőt vérszopó denevér (Desmodus rotundus) az emlősök (Mammalia) osztályának denevérek (Chiroptera) rendjébe, ezen belül a kis denevérek (Microchiroptera) alrendjébe és a hártyásorrú denevérek (Phyllostomidae) családjába tartozó faj.
Nemének az egyetlen élő képviselője.

## Előfordulása
A rőt vérszopó denevér Közép- és Dél-Amerikában, trópusi és szubtrópusi vidékeken Mexikótól Észak-Chiléig és Észak-Argentínáig honos.

## Megjelenése

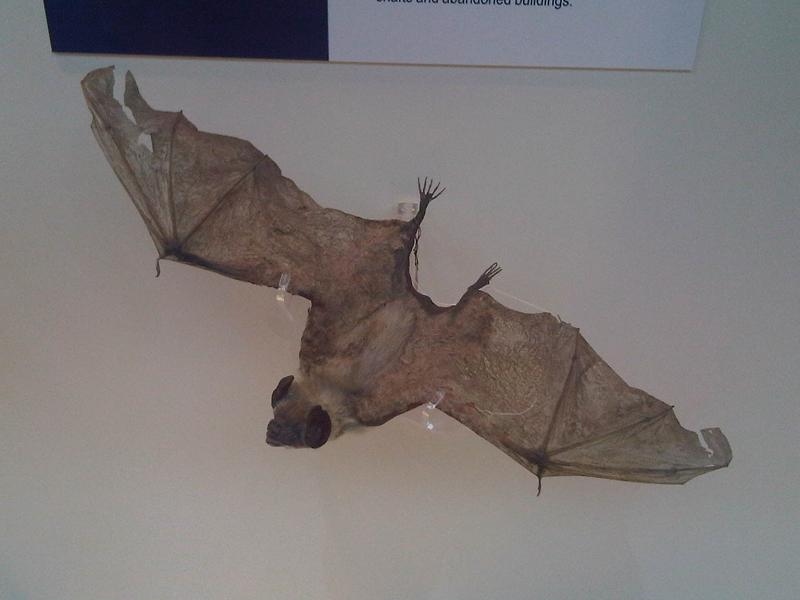
Kitömött rőt vérszopó denevér a londoni Természettudományi Múzeumban

A denevér hossza 8 centiméter, szárnyfesztávolsága 20 centiméter, testtömege pedig 30 gramm. Bundája barna. A rőt vérszopó denevér nyelve mindkét oldalán két vályúszerű mélyedés helyezkedik el. Ezek a vér felvételekor váltakozva kinyílnak és becsukódnak, ezáltal szívódik fel a lenyalt vér a mélyen bemetszett alsó ajakhoz, majd a szájba. A vérszopó denevér nyála olyan vegyi anyagokat tartalmaz, melyek megakadályozzák a véralvadást és a vért hígan tartják. Minden kifejlett rőt vérszopó denevér napi körülbelül 22 milliliter vért iszik, ez öt teáskanálnyi mennyiség.

## Életmódja
Éjjel aktív; átlagosan 10-20 állatból álló kolóniákban él. Tápláléka meleg vérű, házi- és haszonállatok, különösen tehenek, disznók és lovak vére, néha házi tyúkoké is. A vérszopó denevér az áldozatokat nyakukon, vállukon, farukon vagy csüdjükön harapja meg. Az állat kizárólag véren él, melyet a gazdaállaton éles fogaival ejtett sebből nyal ki. A táplálkozást megkönnyíti, hogy áldozatai nem érzékelik a vércsapolást, hiszen fájdalommentes a harapása. Este, a földön mászva közelíti meg áldozatait (más denevérek nem mozognak így a talajon), majd éles fogaikkal sebet ejt rajta. Ha sietnie kell, denevérektől szokatlan módon, fut és nagyokat ugrik is, mielőtt szárnyra kapna. Főleg akkor, ha megtelt a gyomra, a talajról csak egy nagyobb ugrással tudja elérni a repüléshez szükséges lendületet. Általában nem osztozkodnak a zsákmányon, de – miután vizeletükkel megjelölték – esténként vissza-visszatérhetnek az áldozataikhoz. Tekintve a gyors anyagcseréjüket, sűrűn kell táplálkozniuk, a 2-3 napos éhezés már súlyosan megviseli a szervezetüket.
A vérszopó denevérek szociális viselkedése egyedülálló, olyan nagy fokú az összetartás közöttük. Több hím él egy háremben, de csak a legmagasabb rangú szaporodik közülük a magukhoz csábított nőstényekkel. A denevérek között fennálló szoros kapcsolatot mutatja, hogy a vadászatban sikeres tagok megetetik a hoppon maradottakat, akiktől elvárhatják, hogy később viszonozzák a szívességet. A viselkedés kialakulásának oka az, hogy nem sokáig viselik az éhezést, tehát a csoporton belül szelekciós előnyt jelentett a kölcsönös támogatás kialakulása.
A legöregebb vadon élő példány 9 éves volt, fogságban majdnem 20 évig él.

## Szaporodása
Az ivarérettséget 9 hónapos korban éri el. Nincs meghatározott párzási ideje. A vemhesség 6-8 hónapig tart, ennek végén 1 utód jön a világra.

## Természetvédelmi helyzete
Elsősorban táplálkozása miatt nem különösebben jó hírű faj. Miután egyszerre túl sok vért nem vesznek, a veszélyt nem a vérveszteség, hanem a fertőzések, elsősorban a veszettség terjesztése jelenti. Bár a vérszopó denevérek között nem nagyobb ezen betegség előfordulásának valószínűsége, mint más denevérfajoknál, azonban a táplálkozásuk folytán jóval nagyobb az esélye a fertőzésnek. A háziállatokban így okozott kár jelentős, de emberi áldozatokról is tudunk. Emiatt őshazájában sok helyütt nagy arányú irtóhadjáratot folytatnak ellene. A leginkább sikeres módszer, ha nappal a pihenési időszakban a búvóhelyén próbálják meg megsemmisíteni az állatokat. A vérszopó denevérek elleni hadjárat során számos olyan barlangot is berobbantanak, ahol ártalmatlan rovarevő denevérek élnek és általában, ahol vérszopó denevérek is élnek, ott az ellenük viselt irtóhadjáratban nagyon sok ártalmatlan denevérfajt pusztítanak el. A vérszopó denevérek ritkán élnek nagy kolóniákban, inkább kis faüregekben élnek tucatnyian, így nehéz őket megtalálni.
Érdekes életmódjuk ellenére igen kevés állatkertben foglalkoznak a tartásukkal, azok is zömmel Észak-Amerikában vannak. Európában mindössze néhány állatkert mutatta be ezt a fajt.
Magyarországon először 2013. november eleje óta lehet vérszopó denevéreket látni, a Szegedi Vadasparkban. Az itteni 10 egyed a chicagói Brookfield Zooból származik.